# Cathédrale Saint-Georges de Jérusalem
Cette  cathédrale n’est pas la seule cathédrale Saint-Georges.
La cathédrale Saint-Georges est le siège du Diocèse anglican de Jérusalem. Elle fut consacrée en 1898. Elle abrite deux paroisses, une anglophone, l'autre arabophone. L'ensemble des bâtiments abritent aussi une guest house (hôtellerie) pour les pèlerins. 
Elle abrite dans la branche droite de son transept les armoiries du Royaume-Uni provenant de la résidence du gouverneur de Palestine.